# Arncliffe
Arncliffe is een civil parish in het bestuurlijke gebied Craven, in het Engelse graafschap North Yorkshire met 137 inwoners.